# Si t'as besoin de rien... fais-moi signe
Pour plus de détails, voir Fiche technique et Distribution.
Si t'as besoin de rien... fais-moi signe est un  film français réalisé par Philippe Clair, sorti en 1986.

## Fiche technique
- Titre : Si t'as besoin de rien... fais-moi signe
- Réalisation : Philippe Clair
- Scénario : Philippe Clair, Daniel Nakam, Claire Sochon, Philippe Sochon
- Photographie : Edmond Richard
- Son : Gérard Barra
- Montage : Marie-Josée Audiard
- Musique : Jean-Marie Senia
- Société de production : Les Productions Belles Rives
- Pays d’origine :  France
- Genre : comédie
- Durée : 93 minutes
- Date de sortie : France - 6 août 1986

## Distribution
- Manuel Gélin : Charles
- Riton Liebman : Daniel
- Elisabeth Sender : Sylvie
- Henri Garcin : Blanchard
- François Perrot : Germain
- Philippe Clair : Simon
- Philippe Khorsand : Grabowski
- Philippe Sochon : Patrick
- Claire Sochon : Claire
- Mallory Clair : Mme Blanchard
- Michael Clair : un enfant
- Rodolphe Verissimo : un enfant
- Céleste Candido : la jolie fille